# Olaga frihetsberövande
Olaga frihetsberövande är ett brott som kännetecknas av att någon berövar en annan person friheten genom att exempelvis bortföra eller inspärra denne utan stöd för detta i lagen. 
Oftast associerar man olaga frihetsberövande med att en person hålls inlåst i ett rum, får sina händer bundna eller liknande. Det avser dock mycket mer, nämligen alla former av inskränkningar i ett offers rörelsefrihet eller rörlighet. Att ta kläder från en nakenbadare i syfte att denna inte skall våga gå ur vattnet innebär en inskränkning i offrets rörelsefrihet. En viss skillnad görs mellan hur länge någon hindras i sin rörlighet, om det endast sker under en mycket kort tidsperiod där man tar tag i någon för att snarast därefter släppa personen kan det istället utgöra ett ofredande enligt BrB 4 kap. 7 §. 
I BrB (Brottsbalken) 4 kap. 2 § står följande:
2 §  Den som i annat fall än som sägs i 1 eller 1 a § för bort eller spärrar in någon eller på annat sätt berövar honom eller henne friheten, döms för olaga frihetsberövande till fängelse, lägst ett och högst tio år.
Är brottet mindre grovt, döms till böter eller fängelse i högst två år. Lag (2002:436).